# Пратчетт, Терри
Сэр Те́ренс Дэ́вид Джон Пра́тчетт (англ. Sir Terence David John Pratchett), более известный как Те́рри Пра́тчетт (Terry Pratchett; 28 апреля 1948 года, Беконсфилд, Бакингемшир, Великобритания — 12 марта 2015 года, Брод Чалк, графство Уилтшир, Южная Англия, Великобритания) — английский писатель. Наибольшую популярность ему принёс цикл сатирического фэнтези про Плоский мир (англ. Discworld). Суммарный тираж его книг составил около 80 миллионов экземпляров. В феврале 2009 года Пратчетт был посвящён английской королевой Елизаветой II в рыцари-бакалавры, оставаясь при этом офицером ордена Британской империи.

## Творческая биография

### Пробы пера
В 11 лет он поступил в Wycombe Technical High School — школу с техническим уклоном. В 13 лет его рассказ «The Hades Business» был напечатан в школьном журнале, а двумя годами позже, в 1963 году, опубликован в журнале «Science Fantasy» — за эту публикацию Терри Пратчетт получил £14. Его вторая опубликованная работа «Night Dweller» была напечатана в ноябре 1965 года в 156-м номере журнала «New Worlds».
В 1965 году Терри Пратчетт решил окончить образование и, посоветовавшись с родителями, покинул школу, устроившись журналистом в местную газету «Bucks Free Press». Эта работа привела его на интервью с Питером Бандер ван Дюреном, одним из директоров небольшого издательства «Colin Smythe Limited», где Пратчетт упомянул о том, что написал роман «Люди ковра», и спросил Питера о возможности публикации книги. «Тогда Питер передал её мне, — вспоминал Колин Смайт в краткой биографии Терри Пратчетта. — Да. Это был восторг, и было очевидно, что перед нами автор, которого мы обязаны опубликовать». И в 1971 году книга вышла в свет.
Затем пришёл черёд двух других романов в жанре юмористической научной фантастики, которые Пратчетт писал, по собственному признанию, «мрачными зимними вечерами», когда никаких дел получше у него не нашлось: «Тёмная сторона солнца» вышел в 1976 году, а «Страта» — в 1981.
За это время Пратчетт несколько раз менял место работы, устроившись в 1970 году в «Western Daily Press», вернулся в 1972 году обратно в «Bucks Free Press», на этот раз в должности младшего редактора, в 1973 году перешёл в «Bath Chronicle» и, наконец, в 1980 году устроился на работу в «Central Electricity Generating Board», где в качестве пресс-атташе ему пришлось отвечать за связи с общественностью на трёх атомных электростанциях одновременно.

### Рождение Плоского мира
В 1982 году издательство «New English Library», издававшее до этого романы Пратчетта в мягкой обложке, отказалось от сотрудничества с автором из-за плохих продаж. Колин Смайт сумел заинтересовать в издании Диану Пирсон из издательства «Corgi» и в 1983 году вышел «Цвет волшебства» (англ. The Colour of Magic), первый роман самого популярного цикла Пратчетта — Плоский мир. Пирсон организовала шестисерийный сериал на радио BBC в передаче «Woman’s Hour», имевший ошеломляющий успех.
В 1986 году вышел новый роман Пратчетта «Безумная звезда» (англ. The Light Fantastic), и был заключён договор на издание последующих книг Терри также и в твёрдой обложке. С этого времени Смайт решил стать официальным литературным агентом Пратчетта. Права на издание менее дорогого варианта книг в мягкой обложке он оставил «Corgi», а для издания книг в твёрдом переплёте выбрал более крупное издательство — «Victor Gollancz Ltd».
В 1987 году появляется третий роман «Плоского мира» — «Творцы заклинаний» (англ. Equal Rites), номинировавшийся на Locus Award-1988.

#### Наука Плоского мира
В соавторстве с математиком Иэном Стюартом и биологом Дж. Коэном Пратчетт написал четыре книги по науке плоского мира (Science of Discworld): The Science of Discworld (1999), The Science of Discworld II: The Globe (2002), The Science of Discworld III: Darwin's Watch (2005), and The Science of Discworld IV: Judgement Day (2013).

#### Творческий процесс
Пратчетт рассказывает:
Плоский мир возник как противоядие к плохому фэнтези, поскольку в конце 70-х жанр фэнтези претерпел большой всплеск, и очень многое из всего этого было вторично — авторы не привносили в жанр ничего нового. Пара первых книг нарочито пародировала фрагменты творчества других писателей — и хороших писателей, потому как именно хорошего автора читателю легче распознать: «А, так это из Энн Маккэфри!». У меня быстро связывалась воедино некая согласованная фэнтезийная вселенная, и фокус был прост: «Пусть действуют люди». Я помню, как журнал «Mad» описал «Флинстоунов»: «Динозавры из прошлого в 65 миллионов лет вкупе с идиотами из сегодняшнего дня». Я старался сделать нечто подобное и с Плоским миром. Не все персонажи этого мира полностью современны, но они узнаваемы для нас. Их заботы очень схожи с заботами людей XX века…
Оригинальный текст (англ.)Discworld started as an antidote to bad fantasy, because there was a big explosion of fantasy in the late '70s, an awful lot of it was highly derivative, and people weren't bringing new things to it. The first couple of books quite deliberately pastiched bits of other writers and things – good writers, because it's the good ones most people can spot: 'Ah, here's the Anne McCaffrey bit.' I was rapidly stitching together a kind of consensus fantasy universe, and the one trick was, 'Let's make people act.' I remember a description Mad magazine did about The Flintstones: 'dinosaurs from 65 million years ago, flung together with idiots from today.' I tried to do something like that with Discworld. Not everyone on Discworld is entirely a modern character, but they are recognizable to us. Their concerns are more like 20th-century concerns…
Я делаю заметки всё время. Писать романы о Плоском мире — это сродни журналистике. Быть может, это журналистика, описывающая факты двух- или трёхлетней давности, но последние книг десять были в некоторой степени навеяны относительно современными событиями.
Оригинальный текст (англ.)I make notes all the time. Writing the Discworld novels is almost a kind of journalism. It may be journalism that takes place two or three years after the fact, but the last 10 books maybe, have been subtly influenced by moderately current affairs.

### Профессиональный писатель
В том же 1987 году, закончив роман «Мор — ученик Смерти» (англ. Mort), Терри Пратчетт решил оставить работу в CEGB и посвятить всё своё время писательской деятельности. Книги Пратчетта стремительно становились бестселлерами, завоёвывая всё большую популярность. В 1996 году романы «Маскарад» (англ. Maskerade) и «Интересные времена» (англ. Interesting Times) попали в британскую десятку бестселлеров. Опубликованная в 1995 году книга «Роковая музыка» (англ. Soul Music) четыре недели находилась на первой строчке в списке самых продаваемых «пэйпербэков». «Мрачный Жнец» (англ. Reaper Man) стал восьмым в ряду наиболее быстро покупаемых изданий в Великобритании за последние пять лет. Книги «Санта-Хрякус» (англ. Hogfather) и «Маскарад» по две недели занимали высшие места в списках бестселлеров как в «мягкой», так и в «твёрдой» обложках одновременно. Книга «Последний континент» (англ. The Last Continent) продержалась на первой позиции восемь недель.
В 1998 году Терри Пратчетт был удостоен звания Кавалера Ордена Британской Империи за вклад в литературу.
31 июля 2005 года Пратчетт критиковал широкую раскрутку средствами массовой информации «Гарри Поттера» (автор Джоан Роулинг), жалуясь на то, что некоторые люди в СМИ считают, что «увеличение популярности Джоан К. Роулинг может быть достигнуто только за счёт других писателей». Его комментарии были позже вырваны из контекста и приняты за личные нападки на саму Роулинг, а не на СМИ.

## Личная жизнь
Жена Лин Пратчетт. Дочь — Рианна Пратчетт — профессиональный журналист, сценарист компьютерных игр.

### Болезнь Альцгеймера
13 декабря 2007 года в прессе была опубликована информация о том, что Терри Пратчетт болен редкой ранней формой болезни Альцгеймера — задней кортикальной атрофией.
В августе 2009 года он написал в газету Daily Mail открытое письмо об эвтаназии.
15 июня 2011 года в прессе появилась информация о том, что Пратчетт начал оформление документов для поступления в швейцарскую организацию «Dignitas», которая практикует разрешённую в Швейцарии эвтаназию, точнее, ассистируемое самоубийство (англ. аssisted suicide). Ранее Пратчетт уже высказывался по вопросу своего добровольного ухода из жизни достаточно откровенно.
13 июня 2011 года вышел документальный фильм BBC под названием «Терри Пратчетт: Выбирая умереть», в котором Пратчетт объясняет свой выбор, подробно освещает проблему общественного мнения об эвтаназии, её правового статуса в разных странах, и показывает процесс ассистируемого самоубийства на примере неизлечимо больного человека.
К 2012 году состояние Пратчетта ухудшилось, ему стало затруднительно писать и читать, но он по-прежнему продолжал работать, диктуя произведения своему помощнику, Робу Уилкинсу, или используя программы распознавания речи.

### Смерть
Терри Пратчетт скончался 12 марта 2015 года. Информацию о кончине писателя подтвердил его издатель, а на странице писателя в социальной сети Твиттер появилась серия твиттов, составляющая его последнюю историю, согласно которой за Терри пришёл Смерть из его романов. 30 тысяч англичан подписали петицию с просьбой к Смерти о том, чтобы он вернул Терри. Последний твит крайне лаконичен и подводит итог всей жизни Пратчетта: «Конец».

## Признание и оценки

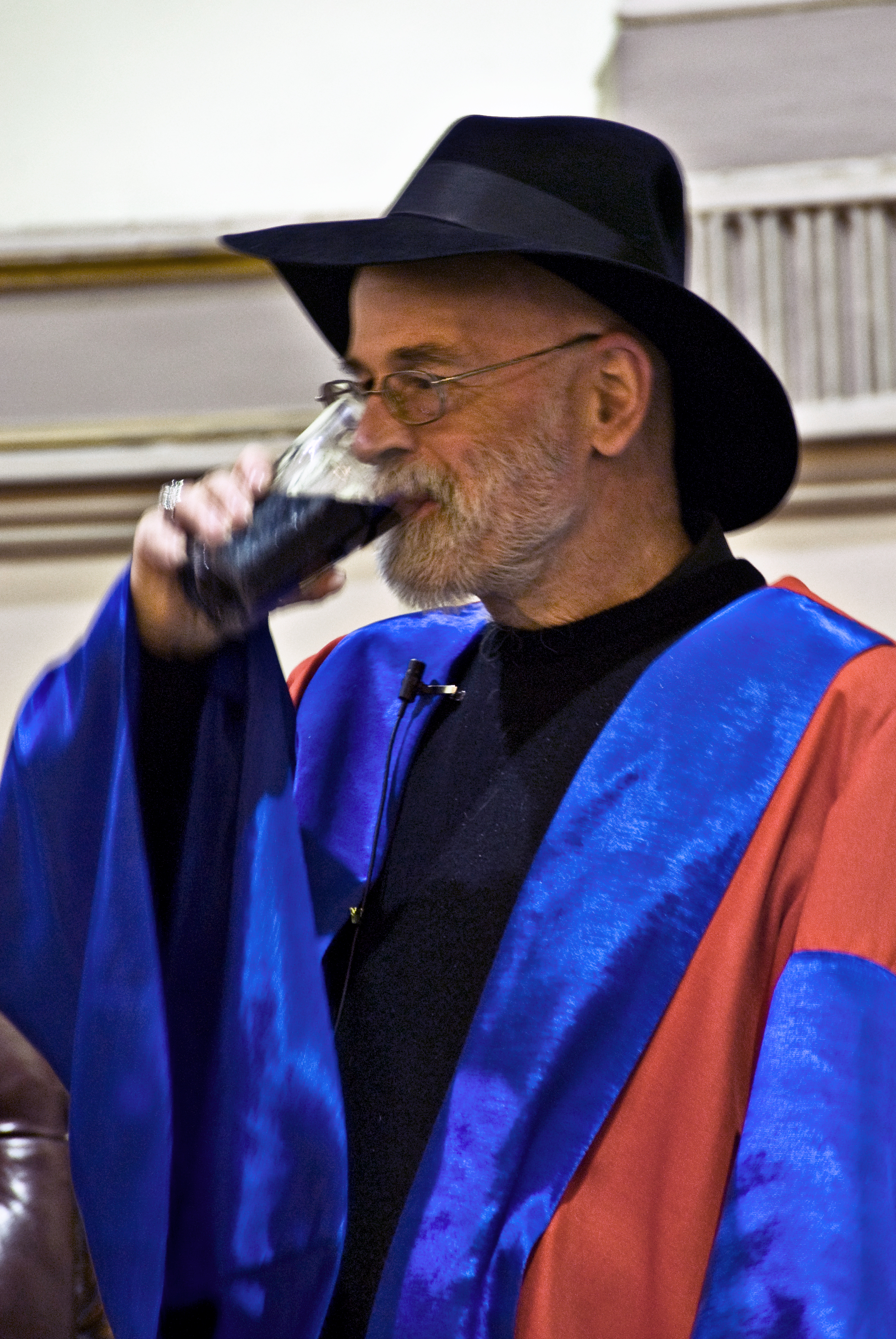
Терри Пратчетт выпивает бокал «Гиннесса» на церемонии вручения почётной степени Тринити-колледжа Дублина

Терри Пратчетт считается самым читаемым автором Великобритании 1990-х годов. Всего им написано более 70 книг, которые переведены на 37 языков мира. Общий тираж его книг на разных языках превышает 80 миллионов.
В 2000 году издательство Science Fiction Foundation выпустило книгу «Терри Пратчетт: Виновен в литературе?» — собрание эссе, посвящённых его работам, под редакцией Эндрю М. Батлера, Эдварда Джеймса и Фары Мендлезон.
15 книг Пратчетта вошли в список «200 лучших книг по версии BBC», составленный в 2003 году по результатам опроса, в котором приняли участие около 1 млн человек.

### Работы о Пратчетте
В 2022 году Роб Уилкинс написал официальную биографию под названием «Терри Пратчетт. Жизнь со сносками» (англ. Terry Pratchett: A Life with Footnotes). Биография была хорошо принята. Тристрам Фэйн Сондерс написал в The Daily Telegraph, что она «вытягивает магию из обыденности точно также, как это делал сам Пратчетт». Тем не менее, Кевин Пауэр в обзоре для Irish Independent назвал её больше сборником заметок поклонников, нежели серьёзной биографией.

## Награды
- 1998 — Терри Пратчетт был удостоен звания Кавалера Ордена Британской Империи за вклад в литературу[10].
- 2001 — медаль Карнеги за роман «Изумительный Морис и его учёные грызуны» (англ. The Amazing Maurice and His Educated Rodents, 2001) из серии «Плоский мир». Роман был признан лучшим детским романом 2001 года, награда вручена в 2002 году.

## Книги

### Плоский мир
Цикл «Плоский мир» (1983—2015, насчитывающий 41 роман, 5 рассказов, 4 карты и атласа, 10 справочников и одну поваренную книгу, написанную самой Нянюшкой Ягг!) — это сатира, начинавшаяся как пародия на фэнтези и превратившаяся в совершенно независимое от жанра произведение. Тут можно найти шутки практически на любую тему от истории пирамид Египта до Голливуда и классической философии.

### Другие работы
Кроме того, Терри Пратчетт написал:
- Научно-фантастическую серию о Джонни Максвелле
- Юмористическую книгу по котоводству «Кот без дураков», 1989.
- Научно-фантастическую сатирическую трилогию «Номы», состоящую из книг «Угонщики»[англ.] (1989), «Землекопы»[англ.] (1990) и «Крылья»[англ.] (1990).
- Роман «Народ, или Когда-то мы были дельфинами»[англ.], действие которого происходит в 60-х годах XIX века на «альтернативной Земле». Роман вышел в 2008 году, русский перевод — в 2010 году в издательстве «Эксмо».
- «Страта»[англ.] (1981) — научно-фантастический роман о строителях миров.
- Историческое фэнтези «Финт».
- «Тёмная сторона Солнца» — фантастический роман о поисках древней расы.

### Совместные работы
1. «Благие знамения» (англ. Good Omens, 1990), работа, написанная в соавторстве с Нилом Гейманом, стала весьма популярной.
2. Совместно с Яном Стюартом и Джеком Коэном Пратчетт написал книгу «Наука Плоского Мира» (1999), «Наука Плоского Мира II: Шар» (2002), «Наука Плоского Мира III: Дозор Дарвина» (2005) и «Наука Плоского Мира IV: Судный день» (2013)
3. Цикл романов «Бесконечная Земля» (англ. The Long Earth), состоящий из пяти романов: «Бесконечная Земля»[32], «Бесконечная война»[33], «Бесконечный Марс»[34], Бесконечная Утопия[англ.] и Бесконечный Космос[англ.] (совместно со Стивеном Бакстером).
4. Терри Пратчетт был причастен к написанию мода для игры The Elder Scrolls IV: Oblivion под названием «Vilja in Oblivion[35]». При его участии был разработан характер персонажа-компаньонки, в частности, специально для Пратчетта были добавлены некоторые особые функции вроде поиска выхода из подземелья, когда у писателя начались серьёзные проблемы с кратковременной памятью.

## Адаптации

### Комиксы
По книгам «Цвет волшебства» (англ. The Colour of Magic), «Безумная звезда» (англ. The Light Fantastic), «Мор, ученик Смерти» (англ. Mort) и «Стража! Стража!» (англ. Guards! Guards!) были созданы комиксы.

### Театр
Несколько романов Пратчетта были переделаны Стивеном Бриггзом (англ. Stephen Briggs) в пьесы. Многие сценарии были изданы:
- «Вещие сестрички: Пьеса» (англ. Wyrd Sisters: The Play) (1996)
- «Мор: Пьеса» (англ. Mort: The Play) (1996)
- «Джонни и Мертвецы» (англ. Johnny and the Dead) (не из серии о Плоском мире) (1996)
- «Стража! Стража!: Пьеса» (англ. Guards! Guards!: The Play) (1997)
- «К оружию! К оружию!: Пьеса» (англ. Men at Arms: The Play) (1997)
- «Маскарад» (англ. Maskerade) (1998)
- «Carpe Jugulum. Хватай за горло»
- «Правда» (англ. The Truth) (2000)
- «Интересные времена» (англ. Interesting Times) (2002)
- «Ночная Стража» (англ. Night Watch) (2000); в 2003 году получил Prometheus Award)
- «Чудовищный взвод» (англ. Monstrous Regiment) (2004)
- «Патриот» (англ. Jingo)
- «Опочтарение» (англ. Going Postal)

### Телевидение
- «Угонщики» (англ. Truckers) — Великобритания, 1992[36]
- «Джонни и Мертвецы» (англ. Johnny and the Dead) — 1995[37] для Children’s ITV на ITV1. Роль Джонни сыграл Эндрю Фалвери (англ. Andrew Falvery), роль Вильяма Стикерса — Брайан Блессид, а роль Олдермана Боулера — Джордж Бейкер (англ. George Baker).
- «Джонни и Бомба» (англ.  Johnny and the Bomb) — Великобритания, 2006[38]

#### Фильмы по книгам о Плоском мире
К 2010 году было снято три фильма о Плоском мире. Во всех них Пратчетт играл эпизодические роли, появляясь в самом конце (фактически, фильм заканчивался Пратчеттом и его словами).
- Двухсерийный телефильм «Санта-Хрякус» (англ. Hogfather) вышел на экран в 2006 году[39] в Великобритании. Пратчетт в роли игрушечных дел мастера.
- 3 марта 2008 года состоялась премьера телефильма «Цвет волшебства» (англ. The Colour of Magic)[40]. Пратчетт в роли астрозоолога.
- «Опочтарение» (англ. Going postal) — Великобритания, 2010[41]. Пратчетт в роли почтальона.

В 2021 году BBC выпустила 8-серийный телесериал «Стража» (англ. The Watch) по мотивам романа «Стража! Стража!» (англ. Guards! Guards!).

### Мультипликация
- По «Угонщикам» (англ. Truckers) студией Cosgrove Hall был создан мультфильм для Thames Television.
- По «Вещим сестричкам» (англ. Wyrd Sisters) и «Роковой музыке» (англ. Soul Music) студией Cosgrove Hall были созданы мультфильмы для Channel 4.
- По роману «Изумительный Морис и его учёные грызуны» был создан анимационный фильм «Изумительный Морис» (2022). Главного героя (Мориса) в российском дубляже озвучил Сергей Бурунов[42].

### Радио
Для BBC Radio 4 такие книги как «Стража! Стража!» (англ. Guards! Guards!), «Вещие сестрички» (англ. Wyrd Sisters) и «Мор» (англ. Mort) были превращены в многосерийные радиопьесы, а из «Фантастического Мориса и его образованных грызунов» (англ. The Amazing Maurice and His Educated Rodents) была создана радиопьеса длиной в 90 минут.

### Компьютерные игры
По вселенной Плоского мира было создано четыре приключенческих компьютерных игры:
- «The Colour of Magic»[англ.] (1986 год; разработчик — Delta 4[англ.]; издатель — Piranha Games)
- «Discworld» (1995 год; разработчики — Perfect 10 Productions и Teeny Weeny Games[англ.]; издатель — Psygnosis)
- «Discworld 2: Missing Presumed…!?» (1996 год; разработчик — Perfect 10 Productions; издатель — Psygnosis)
- «Discworld Noir» (1999 год; разработчик — Perfect 10 Productions; издатель — GT Interactive Software)

Главным героем трёх первых игр выступает Ринсвинд. В последней, «Discworld Noir», в качестве протагониста разработчики игры ввели новый, не встречавшийся в книгах Пратчетта персонаж частного детектива Льютона (Lewton). Первая игра представляет собой текстовое приключение, в то время как все три игры от компании Perfect Entertainment выполнены в жанре квест. Ни одна из игр не издавалась в России. По данным сайта Absolute Games, игры получили в основном положительную оценку российских игроков.
Помимо того, в 1991 году любителями серии книг была запущена игра в жанре Многопользовательский мир под названием Discworld MUD.

### Настольные игры
- «Discworld. Ankh-Morpork» (Автор: Мартин Уоллес. Издатели: Mayfair Games, Kosmos, IELLO, Treefrog Games. На русском языке выпускался издательством «Звезда» под названием «Плоский мир. Анк-Морпорк»).
- «Guards! Guards! A Discworld Boardgame» (Авторы: David Brashaw, Leonard Boyd. Издатель: Z-Man Games. Разработчик Backspindle Games).
- «Thud! The Discworld» (Автор: Тревор Труран. Издатели: PS-Games, The Cunning Artificer, Mongoose Publishing).
- «GURPS Discworld» (Автор: Phil Masters. Иллюстрации: Paul Kidby. Издатели: Steve Jackson Games).
- «The Witches: A Discworld Game» (Автор: Martin Wallace. Иллюстрации: Peter Dennis. Издатели: Treefrog Games, Phalanx Games Polska, IELLO, Devir. Существуют переводы на 4 языка, на русском выпускался издательством «Звезда» под названием «Плоский мир. Ведьмы»)

### Книги-викторины
- Две небольшие книги-викторины были составлены Дэвидом Лэнгфордом: «Задачи от Незримого Университета» (англ. The Unseen University Challenge) и «Самое вещее звено» (англ. The Wyrdest Link).

### Комментарии
1. ↑  Attributed to multiple references:[28][29][30]